# 덩자화
덩자화(중국어 정체자: 鄧佳華, 병음: Dèng Jīahúa, 한자음: 등가화, 1994년 6월 4일 ~)는 대만의 남자 인터넷 유명인, AV 배우이다.